# Giovanni Meli
Giovanni Meli (* 6. März 1740 in Palermo; † 20. Dezember 1815 ebenda) war ein italienischer Arzt, Naturwissenschaftler und Dichter. Bekannt wurde er vor allem durch sein literarisches Werk.

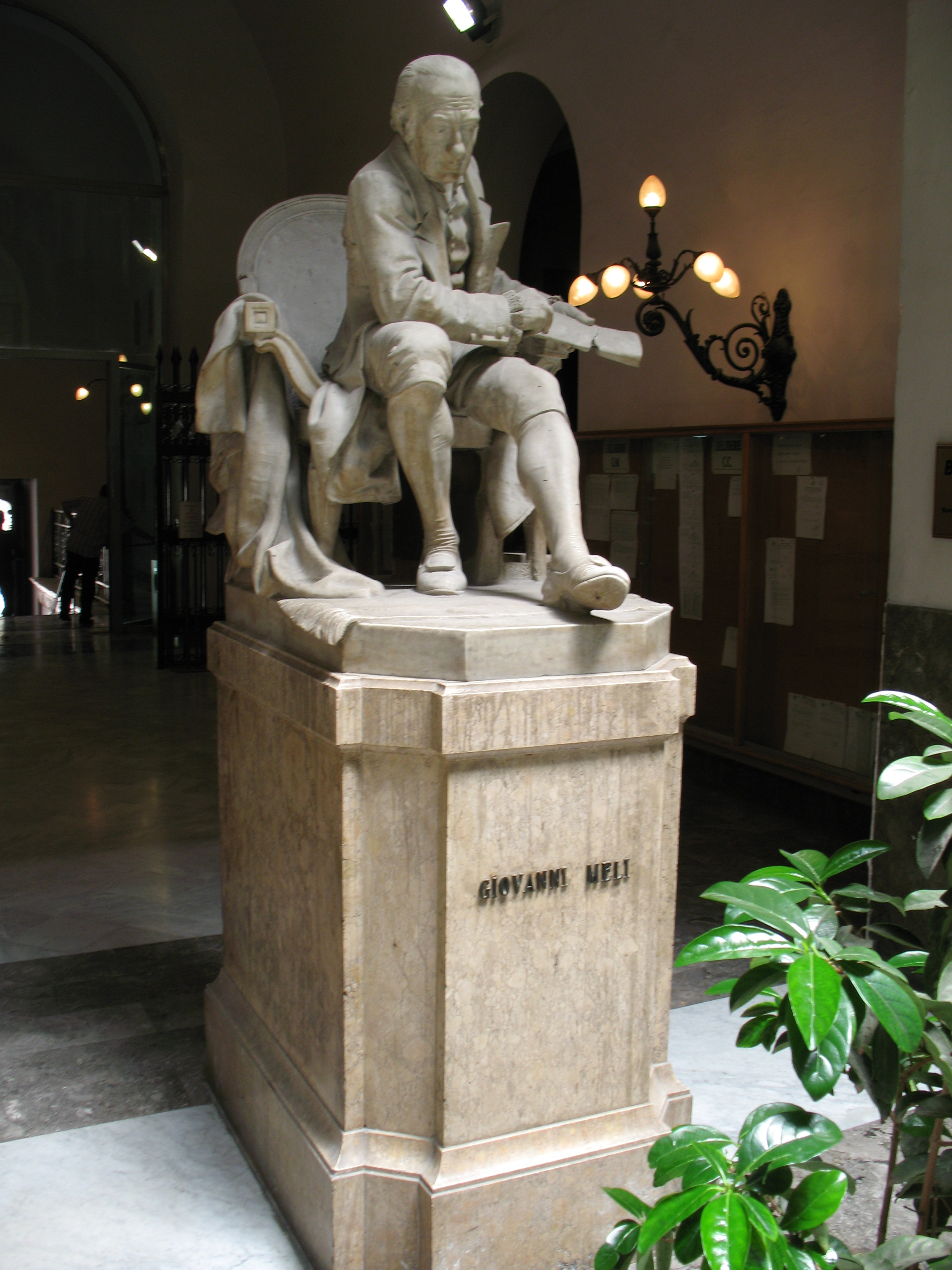
Skulptur von Giovanni Meli im Palazzo Pretorio

## Leben
Meli war der Sohn des Goldschmieds Antonio und seiner Frau Vincenza Torriquas. Schon auf der Jesuitenschule begeisterte er sich für Literatur und Philosophie, besonders für die Schriften der Aufklärung. Unter anderem waren ihm die Lehren Christian Wolffs bekannt. Gleichzeitig las er lateinische und italienische Klassiker, darunter Ariost und Sannazaro. Inspiriert durch Voltaire und Montesquieu, verfasste er eine erste eigene Schrift, die allerdings unvollendet blieb: Il Trionfo della ragione (Der Triumph der Vernunft). Von 1759 bis 1761 studierte er Medizin. Er praktizierte von 1767 bis 1772 als Dorfarzt in Cinisi, nahe Palermo, später in Palermo selbst. Parallel zu seiner Arbeit als Arzt verfasste Meli eine Vielzahl literarischer Werke. 1787 avancierte er zum Professor für Chemie an der Universität Palermo, arbeitete in der Folge auch mit anderen Fakultäten Italiens, darunter der von Siena, zusammen. Den Lehrstuhl hatte er 19 Jahre inne. Im Laufe der Zeit errang Meli großes Ansehen in den kultivierten Kreisen seiner Heimat. Er wurde Mitglied der Accademia del Buon Gusto und der Accademia della Galante conversazione. Trotz alledem wurde Meli niemals reich und nach etlichen Rückschlägen musste er an den Türen wohlhabender Häuser um Hilfe bitten. 1810 gestand ihm König Ferdinand III. von Sizilien eine Rente zu, die jedoch 1815 wieder gestrichen wurde. Kurz danach starb Meli in Palermo.

## Werke
Bei Melis Werken handelt es sich um Dichtungen, Idyllen, Eklogen, Satiren und Fabeln, meist geprägt von bukolischem Naturgefühl, die er in sizilianischer Mundart verfasste und in denen er das Leben der sizilianischen Landbevölkerung in anschaulicher Sprache beschrieb. Ersten Ruhm erntete er 1762 mit La fata galanti. Es folgte 1768 Origini dû munnu (Der Ursprung der Welt), 1785 Don Chisciotti e Sanciu Panza, 1787 Anacreontichi e canzunetti, ebenfalls 1787 Buccolica, was ihm den Ruf einbrachte, ein moderner Theokrit zu sein, sowie 1810 bis 1814 Favuli murali, eine Sammlung von Fabeln nach Äsopschem Vorbild. 1787 veröffentlichte er erstmals seine gesammelten Werke in fünf Bänden. Eine Gesamtausgabe seiner Werke in 8 Bänden erschien 1830–39 in Palermo und erreichte bis 1857 vier Auflagen. Ausgewählte Texte aus Melis Feder hat Ferdinand Gregorovius 1856 ins Deutsche übersetzt.

## Beispiel
Als Beispiel für Melis Dichtung mag ein Ausschnitt aus Don Chisciotti e Sanciu Panza (um 1790) dienen, einer Parodie, die durch Cervantes’ Werk inspiriert ist:
| Sizilianisch | Deutsch |
| --- | --- |
| Stracanciatu di notti soli jiri; S’ammuccia ntra purtuni e cantuneri; cu vacabunni ci mustra piaciri; poi lu so sbiu sunnu li sumeri, li pruteggi e li pigghia a ben vuliri, li tratta pri parenti e amici veri; siccomu ancora è n’amicu viraci di li bizzarri, capricciusi e audaci. | Verkleidet streift er durch die Nacht allein; verbirgt sich in geheimen Winkeln; genießt die Gegenwart der Vagabunden; doch, Esel sind seine wahren Begleiter, er schützt sie, gibt ihnen alles, was sie brauchen, behandelt sie wie Freunde und wie Brüder; denn er bleibt ein echter Freund aller, die merkwürdig, launenhaft und kühn sind. |

## Werkausgaben
- Don Chisciotti and Sanciu Panza. Canadian Society for Italian, 1989, ISBN 0-9691979-1-8.
- Moral Fables and Other Poems: A Bilingual Anthology LEGAS, 1995, ISBN 1-881901-07-6.
- Lieder des Giovanni Meli von Palermo. Aus dem Sicilianischen von Ferdinand Gregorovius. Brockhaus, Leipzig 1856 (Digitalisat in der Google-Buchsuche).